# Pinamonte Bonacolsi
Pinamonte Bonacolsi (1206 - Mantua, 7 de octubre de 1293) fue señor de Mantua entre 1272 y 1291.  Fue hijo mayor de un tal Martino Bonacolsi, quien en 1206 fue recompensado con la tierra de Folato, un feudo de la abadía de San Zenón de Verona.  Pinamonte es considerado el fundador de la dinastía Bonacolsi.

## Biografía
Pinamonte aparece por primera vez en la vida política de Mantua en 1239, formando parte de los “ancianos” de la República y fue enviado a firmar la paz con Verona en representación de la ciudad de Mantua.  Durante las luchas de la Querella de las Investiduras aprovechó el caos reinante para tejer una red de alianzas con todas las familias importantes de la ciudad, incluidos los Casalodi.  Alberto de Casalodi era el principal representante del movimiento güelfo y fue el Señor de Mantua hasta 1272 , por lo que Pinamonte, gibelino, debió mostrarse como un buen diplomático para alcanzar estas alianzas.  Logrado el consenso se declaró defensor de la ciudad en 1269 para enfrentarse a los d’Este.
En 1272 logró que la Asamblea General se opusiese a la magistratura del podestà forestiero y consiguió que fuesen nombrados dos rectores para controlar sus funciones.  La primera pareja fue la formada por Pinamonte y Alberto de Casalodi.  Pero pronto Pinamonte se asoció con el conde de Riva y expulsó de la ciudad a los Casalodi.  En este tiempo logró afianzar la alianza que firmó con Verona y pactó la paz con Ferrara para neutralizar la amenaza d’Este.  Eliminadas las amenazas externas, Riva entorpecía sus designios y rompió su alianza para unirse a Federico, conde de Marcaria, a quien había prometido enviar al exilio a las facciones opositoras.  Pinamonte llegó al poder de forma pacífica, mediante alianzas y por votación, pero en cuanto tuvo el poder expulsó a los Casalodi y se dedicó a hacer ejecuciones de güelfos en masa.  En pocos meses la ciudad se despobló, por las familias que huyeron o fueron masacradas.  Este pasaje de la historia de Mantua fue recordado por Dante Alighieri (Inferno, Canto XX, 95-96).
Pinamonte estaba en lo más alto del poder, pero aun aspiraba a más.  En 1273 se libró de Marcaria, que fue sustituido por Ottonello Zanecalli.  La leyenda dice que entre 1274 y 1276 Pinamonte invitó a Ottonello a su casa y sus sirvientes le mataron a la entrada del palacio, aunque Ottonello aun es nombrado en un documento de 1277, por lo que es probable que simplemente fuese proscrito en la ciudad.  Sea como fuese, se sabe que en 1277 fue nombrado capitán del pueblo, y en 1279 logró hacerse nombrar el primer Capitán General de Mantua.  De nada sirvieron las conspiraciones de los nobles rivales para destronarle en 1276, 1277, y 1278, todas ellas fueron descubiertas y ejecutados su cabecillas, contribuyendo a que Pinamonte convirtiese su gobierno en un régimen de tipo policial.
En 1285 Pinamonte se deshizo de Riva y de da Saviola, considerados hasta entonces amigos del Municipio.  Desde este momento gobernó sin que se oyese ninguna otra voz que la suya.  En 1287 él y sus hijos fueron nombrados Caballeros de la Orden Teutónica.  En 1291 concluyó su actividad política al publicar su Privilegiorum, antecedente de los Estatutos de la ciudad, en el que presentaba a su familia como la continuadora directa de la tradición comunal.  Bajo su mandato único y mecenazgo, pronto la ciudad se recuperó de la despoblación y logró una gran prosperidad económica, convirtiéndose en una joya artística.  Pinamonte está enterrado en la iglesia de San Paolo.

## Sucesión
Tagino debía heredar por ser el mayor hijo con vida, y mientras llegaba el momento, gobernaba en Verona.  Otro hijo, Bardellone era rector de la ciudad y se había ganado a las principales personalidades de la ciudad.  Siendo Pinamonte ya anciano, era Bardellone el que gobernaba la ciudad de facto, pero era a su hermano mayor al que le correspondería la ciudad cuando su padre muriese.  Así que Bardellone decidió adelantarse y en 1290 se produce una disputa armada entre ejércitos en la plaza Broletto de la ciudad, de la que salieron victorioso Bardellone y Tagino encarcelado.  Desde entonces Bardellone gobernó con dos presidentes para disfrazarse con apariencia republicana.  Y como tenía suficientes apoyos, en enero de 1291 dio un golpe de Estado que derrocó definitivamente a su padre, y se quedó con el poder.  Seguidamente nombró a su nieto Guido podestà de la ciudad.  Tagino tuvo que exiliarse.

## Descendencia
Pinamonte tuvo ocho hijos:
- Conrado Bonacolsi, que fue investido con la mitad del feudo de Pozzuolo por el obispo de Mantua.  Solo tuvo dos hijos naturales, Rivazzuolo y Martino, quienes en 1315 vendieron sus derechos al feudo de Castellaro.
- Tagino Bonacolsi También llamado Tomo) († Ferrara, febrero de 1302) fue podestá de Verona en 1283.  Tenía que suceder a su padre en Mantua, pero fue derrocado por su hermano Bardellone.  Dejó tres hijos: Obizzo, Saraceno y Filippone.  Saraceno fue encarcelado por sus parientes en 1317 y dejó dos hijos: Corradino († Ferrara, después de 1328), padre de Piamonte, considerado el jefe de la rama que llevó el nombre de Bonaccossi, y Filipo, padre de Tomo, Alberto, Caleffo y Federico.
- Bardellone, quien le sucedió tras dar un golpe de Estado.
- Felipe fue inquisidor en la Marca de Treviso en 1281, y luego en Verona.  En 1289 fue nombrado obispo de Trento, aunque no llegó a tomar posesión, muriendo en 12 de diciembre de 1303.
- Giovanni Bonacolsi Gambagrossa, fue consejero de Mantua en 1272, caballero teutónico, podestà de Mantua en 1273, 1275, 1281 y 1288.    Tuvo cinco hijos, dos de los cuales, Guido y Rinaldo fueron los sucesores de Bardellone.
- Guido, caballero teutónico que recibió del obispo de Trento el feudo de Bardellona.
- Salvatic, caballero teutónico, que dejó un hijo y una hija: Turlino y Felicita.
- Fabrizio, caballero teutónico.

| Predecesor: Alberto de Casalodi | Señor de Mantua 1272-1291 | Sucesor: Bardellone |